# فتح الله ماركت
فتح الله ماركت أو فتح الله (بالإنجليزية: Fathalla Market) هي سلاسل هايبر ماركت بدأت نشاطها التجاري عام 1948، وافتتحت أول فروعها للبيع بالتجزئة بأسعار الجملة عام 1994. وتمتلك حاليًا 40 فرعًا في جميع أنحاء جمهورية مصر العربية، منتشرة في الإسكندرية، والقاهرة، والغربية، والبحيرة، ومرسى مطروح.

## الرسالة
تمتلك الريادة في تأسيس نظام جديد بالجمهورية وهو البيع الحقيقي للمستهلك بسعر الجملة .
تطوير التجارة الخارجية والداخلية، فدائمًا تتطلع إلى أن تصنع وتستورد منتجات ذات جودة عالية وأقل أسعار لتلبية احتياجات السوق والمستهلك المصري.
فبدأ محليًا أن يتج خط ROZE GARDEN للمنتجات الغذائية، واللاغذائية، ومنتجات العناية الشخصية، وخط ROSE للمنتجات المنزلية، والأجهزة الكهربائية، وخط TREE للملابس الجاهزة.
وتم توسيع هذه الخطوط عالميًا، وذلك عن طريق تصدير هذه المنتجات لبعض الدول.
دخول موسوعة جينس ريكورد للأرقام القياسية بأكبر عرض في العالم (هرم تايد)، وهو أكبر عرض ترويجي بالعالم يبلغ حجمه 338م، وهو عبارة عن هرم مصنوع من أكياس تايد تم إنشائه بمول روز جاردن (العامرية).
تشغيل أكثر من 1200 موردًا من مصانع، ومزارع، وتجار، وبالتالي خلق وظائف لأكثر من مئة ألف موظفًا يعملون لدى الموردين والتجار، والعمل على تطويرهم وتدريبهم.
عدد الأصناف أكثر من 160000 صنفًا يؤدى إلى خلق فرص للتنافس بين الموردين لتقديم منتجات بأعلى جودة وأفضل أسعار.
افتتاح فروع جديدة في جميع أنحاء الجمهورية مما يساعد على خلق وظائف جديدة وتنمية للمناطق المحيطة.

## أنظر أيضا
- قائمة سلاسل متاجر كبرى في مصر

## روابط خارجية
- الموقع الرسمي
- فتح الله ماركت